# Anke Lucks
Anke Lucks (* 1974 in Mettmann) ist eine deutsche Jazzmusikerin (Posaune, Komposition).

## Wirken
Lucks studierte von 1995 bis 2000 Rhythmikerziehung an der Hochschule für Musik und Theater Hannover (Diplom) und verbrachte 1998/1999 ein Auslandsjahr an der „Longy School of Music“ in Boston. Zwischen 2000 und 2004 studierte sie Jazzposaune an der Hochschule für Musik „Hanns Eisler“ Berlin bei Jiggs Whigham und Sören Fischer.
Lucks tourte nach dem Studium weltweit mit dem Artistik- und Musikprogramm Balagan und europaweit mit der Band Rotfront. Sie gehörte zu der Band Shmaltz, mit der Alben wie Welcome to Malwonia Reloaded und Gran Bufet entstanden, und zum United Women’s Orchestra. Auch kam es zu Auftritten mit Albert Mangelsdorff, Anthony Braxton sowie Tyshawn Sorey.
In ihrer Band „gleichwiederda“ spielte Lucks mit Steffen Faul, Alexander Beierbach, Fee Stracke, Berit Jung, Sebastian Deufel und legte 2009 das Album Kurztrip vor. Gemeinsam mit Almut Schlichting und Christian Marien gründete sie 2017 das Trio Insomnia Brass Band, mit dem zwei Alben entstanden. Weiterhin gehört sie zum Quintett Absolutely Sweet Marie und führte mit Silke Eberhards Projekt Potsa Lotsa und Thomas Krüger seit 2016 das Werk „Die Ursonate“ auf. Sie ist auch auf Alben von Violeta Dinescu, Matthias Muche, Marcus Klossek und Rusira Mixtett zu hören. Mit Baby Sommers großformatiger Brotherhood & Sisterhood gastierte sie 2023 bei JazzBaltica.
Als Mitglied der Insomnia Brass Band wurde Lucks 2023 mit einem Deutschen Jazzpreis ausgezeichnet.